# Park Rastelli
Park Rastelli je poleg parka hotela Palace edini javni večji park v Portorožu, ki se je ohranil do danes.

## Lokacija
Nahaja se v severovzhodnem delu nepozidanega zalednega pasu Portoroža, pri skladišču soli Grande, ohranjen je večji fragment, ki sega tudi nad vrt nekdanje upravne stavbe solinarskega podjetja.

## Opis in krajinsko oblikovanje
Park sam je bil zasnovan v dveh nivojih, nižji del z zidom meji na lokalno cesto, ki povezuje Portorož s Piranom. V tem delu so polja nepravilnih oblik, zasajena s trajnicami, grmovnicami in drevjem. V njem dominira zimzeleni hrast črnika (Quercus ilex), ki naj bi bil največji v Sloveniji (višina 17 metrov, obseg debla 375 cm). V zgornjem delu parka je manjše umetno jezero z otokom, med eksotično drevnino gre omeniti atlaško cedro (Cedrus atlantica).
Park se nahaja na lahko dostopni, privlačni in razgibani lokaciji, v neposredni bližini morja, ter obsega značilne in zanimive avtohtone drevesne in grmovne vrste predvsem submediteranske flore ter nekatere eksote. Nabor in razporeditev rastja parka iz secesijskega obdobja kaže na poznavanje kulture oblikovanja parkovnih zasaditev, vrst ter rastnih zahtev izbrane drevnine. Še danes park ustreza estetskim in didaktičnim potrebam tovrstne parkovno arhitekturne ureditve.

## Zaščita in varovanje
Park Rastelli ima tudi status naravne vrednote (ID 4818), kot dendrološka dediščina pa je zaščiten tudi tamkajšnji hrast črnika. Zaradi tega so na območju parka dovoljeni le posegi sanacije in vzdrževanja.

## Galerija
- Opuščeno umetno jezero